# Atomemissionsspektroskopi
Atomemissionsspektroskopi innebär koncentrationsbestämning i ett prov genom mätning av intensiteten hos det ljus (fotoner av specifik frekvens för grundämnet) som avges vid jonisering. Ljusets intensitet är proportionell mot koncentrationen av grundämnet i provet. För, speciellt, alkalimetaller och alkaliska jordartsmetaller används ofta flamspektrofotometrar på grund av de kraftiga och karakteristiska emissionslinjerna hos dessa ämnen.